# IAR 80
Lo IAR 80 era un monomotore da caccia ad ala bassa prodotto dall'azienda rumena Industria Aeronautică Română (IAR) negli anni quaranta e utilizzato dalla Forțele Aeriene Regale ale României, la forza aerea del Regno di Romania, durante la seconda guerra mondiale.
Dallo IAR 80 verrà sviluppata una variante cacciabombardiere/bombardiere in picchiata che assunse la nuova denominazione di IAR 81.

## Storia del progetto
All'inizio degli anni trenta le autorità governative romene avevano a più riprese optato per l'acquisto di velivoli stranieri per equipaggiare i reparti della FARR; in particolare per i reparti da caccia si era fatto ricorso ad aeroplani di origine polacca, acquistando dapprima il PZL P.11 e successivamente il PZL P.24 dei quali vennero realizzate apposite versioni equipaggiate con motori prodotti in Romania. 
I vertici della IAR erano tuttavia convinti di poter realizzare un velivolo dalle caratteristiche migliori rispetto al P.24: un team di progettisti, composto dai professori Ion Grosu e Ion Cosereanu e dagli ingegneri Gheorghe Zotta e Gheorghe Vollner, si dedicò allo studio del caccia polacco proponendo un proprio progetto rivisitato, in particolare nel disegno delle ali e nell'impiego (ancora una volta) di un motore prodotto in patria, al fine di minimizzare i rischi tipici della fase progettuale ed il costo della produzione.
Il risultato di tale progetto fu un monoplano ad ala bassa che riproponeva integralmente la parte posteriore della fusoliera del P.24 ma che presentava la parte anteriore interamente nuova, al pari delle ali; relativamente a queste ultime una delle fonti reperite indica che il loro disegno, ridotto in scala del 50%, riproducesse quello delle ali del Savoia-Marchetti S.M.79, anch'esso prodotto su licenza dalla stessa IAR.
Il primo volo del prototipo viene variamente datato tra la fine del 1938 ed il mese di aprile successivo; sebbene il primo ordine di produzione (per 100 esemplari) risalga alla fine del 1939, ritardi accumulati nella realizzazione delle modifiche al prototipo e nell'approvvigionamento dell'armamento ritardarono le prime consegne fino ai primi mesi del 1941.
Rispetto al prototipo gli esemplari di serie vennero dotati di cupolino chiuso (interamente trasparente, con apertura a scorrimento verso il posteriore), modificati nei piani di coda e dotati di armamento potenziato: su quest'ultimo aspetto le fonti non concordano e mentre alcuni riportano solo l'incremento del calibro (da 7,62 a 7,92 mm) delle quattro mitragliatrici già previste altri evidenziano anche l'introduzione di due cannoni alari. Piccole modifiche aerodinamiche interessarono anche la carenatura anteriore della fusoliera al di sotto della quale era installato il motore radiale IAR K14, versione prodotta localmente su licenza dello Gnome-Rhône 14K.
Alcune modifiche di dettaglio alla fusoliera ed alle superfici di controllo e l'aggiunta di due ulteriori mitragliatrici portarono alla nascita del modello IAR 80A dal quale, poco più tardi, fu sviluppata la versione per il bombardamento in picchiata, denominata IAR 81, sviluppata, in seguito, su tre diverse varianti.
Sul finire del 1941 e nei primi mesi del 1942 le autorità rumene, consce dei limiti di sviluppo del motore K14, vagliarono la possibilità di impiegare motori alternativi: i tecnici della IAR stimarono che l'impiego del motore BMW 801, lo stesso utilizzato dai Focke-Wulf Fw 190, avrebbe consentito di migliorare considerevolmente le prestazioni velocistiche, ma i tedeschi non consentirono né la vendita dei motori finiti né la licenza per la loro costruzione in Romania, per cui tale opzione rimase definitivamente sulla carta.
Al contrario fu testato in volo un esemplare della variante IAR 80A modificato mediante l'installazione di un motore a V Junkers Jumo 211 (prodotto su licenza in Romania, montato sulla versione locale dei bombardieri Savoia-Marchetti S.M.79), ma l'esito negativo del primo volo nell'aprile del 1941, durante il quale si registrarono forti vibrazioni nella parte anteriore del velivolo, determinò il repentino abbandono di ogni ulteriore sviluppo in tal senso.
Una terza variante da caccia, denominata IAR 80B, era caratterizzata dall'impiego di quattro mitragliatrici calibro 7,92 mm e da due con calibro 13,2 mm, attuate elettricamente da due diversi meccanismi installati sulla leva dei comandi.
Secondo alcune fonti furono costruiti cinquanta esemplari di una quarta variante da caccia, la IAR 80C, equipaggiata con due cannoni calibro 20 mm in luogo della coppia di mitragliatrici da 13,2 mm; questi velivoli (con numeri di produzione dal 241 al 290) vengono tuttavia individuati come IAR 81B da altra fonte.
Nel dopoguerra vide la luce un ultimo sviluppo dello IAR 80: utilizzando esemplari sopravvissuti alle ostilità, la "Atelierele de reparatii material volant" (A.R.M.V.) realizzò una versione biposto del velivolo; denominata IAR 80DC era caratterizzata dalla presenza di un secondo abitacolo nella parte anteriore della fusoliera ed era dotata di doppi comandi, per l'impiego in funzione di aereo da addestramento.

## Tecnica

### Cellula

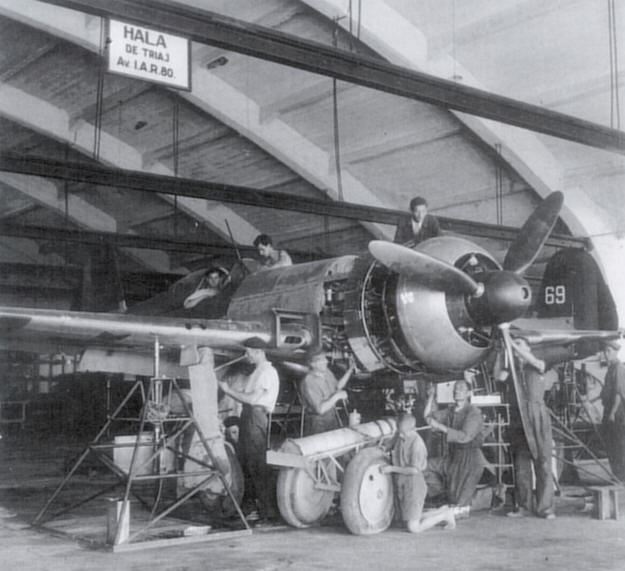
Uno IAR 80 in corso di manutenzione.

Lo IAR 80 era un monoplano dalla struttura interamente metallica con rivestimento in duralluminio; dotato di fusoliera dalla sezione circolare, si caratterizzava per la disposizione delle ali nella parte anteriore della carlinga, tra il motore e l'abitacolo. Quest'ultimo nel prototipo era aperto e riparato solamente da un parabrezza, mentre negli esemplari di serie era chiuso al di sotto di un cupolino interamente trasparente.
L'ala era disposta in posizione bassa con bordo d'entrata perpendicolare alla fusoliera ed estremità arrotondate; lungo il bordo d'uscita era dotata di superfici di controllo. Nello spessore alare trovavano alloggio l'armamento ed il carrello d'atterraggio, contraddistinto dalla carreggiata ampia e dal movimento di ritrazione verso l'interno del velivolo. Gli impennaggi erano di tipo classico, con l'equilibratore posizionato alla base della deriva. Tutte le superfici di controllo erano realizzate in metallo e rivestite in tela.

### Motore
Lo IAR 80 era mosso da un singolo motore: nella fattispecie si trattava dello IAR 14 K, un radiale a 14 cilindri (disposti su doppia stella) raffreddati ad aria. Mentre il prototipo risulta essere stato equipaggiato con la versione K14-III C32 (accreditata di 870 hp di potenza), la prima serie produttiva di venti velivoli venne dotata della più recente variante K14-III C36 da 930 hp, ma secondo altri già in grado di sviluppare la potenza di 1 000 hp.
In epoche successive si resero disponibili, e trovarono rapidamente impiego sui velivoli nuovi di fabbrica, la versione K14-IV C32 (da 960 hp) e K 14-1000A (da 1 025 hp); il progressivo incremento della potenza disponibile mise a dura prova la struttura del velivolo che dovette essere opportunamente rinforzata.
Come detto, vennero valutate alcune soluzioni per una diversa motorizzazione del velivolo ma nessuna di queste venne messa in produzione.

### Armamento
La prima serie dello IAR 80 era equipaggiata con quattro mitragliatrici Browning FN calibro 7,92 mm; si trattava di una versione realizzata dall'azienda belga Fabrique Nationale de Herstal della mitragliatrice Browning M1919.
L'invasione tedesca del Belgio portò al blocco delle forniture d'armi al Regno di Romania da parte del Terzo Reich, blocco che venne rimosso solo quando la monarchia rumena aderì al patto tripartito, il 23 novembre 1940.
Diversi esemplari delle tre varianti prodotte ebbero l'armamento integrato da altre due mitragliatrici Browning FN ma di calibro 13,2 mm mentre gli esemplari attribuiti alla versione 80C risultano equipaggiati con due cannoni Oerlikon calibro 20 mm, realizzati su licenza in loco. Questi ultimi velivoli, originariamente facenti parte di un ordine per esemplari della variante IAR 81B, mantenevano anche gli attacchi subalari per bombe o serbatoi di carburante supplementare sganciabili.

## Impiego operativo

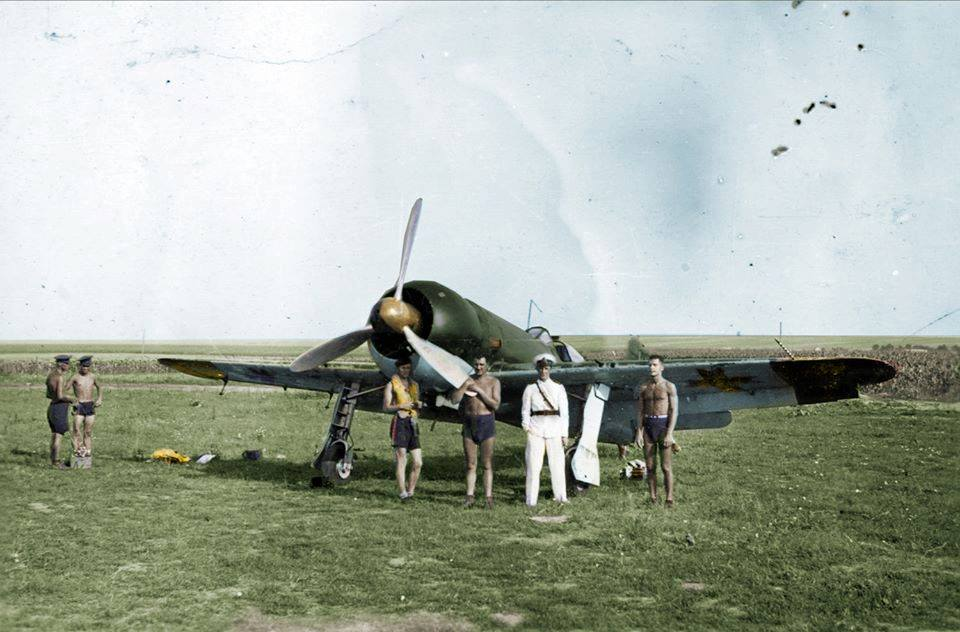
Vista frontale di uno IAR 80 in attesa ai bordi del campo di volo

A partire dal 15 aprile 1941 furono complessivamente ventuno le squadriglie rumene ad essere progressivamente equipaggiate con lo IAR 80 o con il suo derivato IAR 81.
Secondo alcuni alla data del 22 giugno, che segnò l'inizio dell'Operazione Barbarossa, erano solamente otto gli aerei completati ed in servizio operativo con la FARR, ma altre fonti portano a ventitré unità tale cifra; gli IAR 80 furono in ogni caso impiegati in missioni di contrasto all'aviazione nemica e di supporto all'avanzata delle truppe di terra.
Il mese successivo, per timore di attacchi sovietici contro le raffinerie di Ploiești, i reparti della FARR vennero schierati a difesa del territorio metropolitano senza che, per altro, si verificassero minacce concrete oppure furono destinati alla scorta di convogli nelle acque del Mar Nero. Successivamente gli IAR 80 furono trasferiti nei cieli della Bessarabia e più in là, verso Odessa, Stalingrado e Kerč', fino a quando, con l'inizio dell'Operazione Urano, si ebbero i primi segnali di rovesciamento del fronte orientale.
Nei giorni successivi, in seguito all'inizio dell'Operazione Saturno, i reparti della FARR, e con essi gli IAR, operarono a supporto della Armeeabteilung Hollidt (già XVII. Armeekorps, comandata dal Generaloberst Karl-Adolf Hollidt e successivamente confluita nella 6ª Armata della Wehrmacht) e della 8ª Armata Italiana in Russia.
Fino ad allora il numero di vittorie in combattimento era a favore del caccia romeno: le fonti riportano che il pilota ed asso Dan Vizante ottenne gran parte delle proprie trentadue vittorie proprio pilotando uno dei velivoli della IAR. Tuttavia la progressiva comparsa sulla scena bellica di aerei sovietici dalle prestazioni sempre più elevate fece ben presto apparire obsoleti gli IAR 80, malgrado il costante processo di ammodernamento che portò alla realizzazione di quattro diverse varianti.
Sul finire di dicembre del 1942, con la caduta dell'aeroporto di Tacinskaja, gran parte dei reparti della FARR fecero ritorno in Romania, tranne la Escadrila 43 del Grupul 3 che fu nuovamente schierata nei pressi dello Stretto di Kerč', a difesa della Kuban-Brückenkopf, testa di ponte difensiva che consentì la ritirata di oltre 240 000 soldati verso la penisola di Crimea.
Nel corso del 1943 i limiti dello IAR 80 nei confronti dei velivoli sovietici divennero sempre più evidenti: i caccia romeni furono così destinati prevalentemente alla difesa del territorio metropolitano mentre i reparti più avanzati della FARR vennero progressivamente dotati dei Messerschmitt Bf 109G, forniti direttamente dalla Germania o realizzati negli impianti della IAR, a Brașov.
Il giorno 1º agosto di quell'anno le raffinerie di Ploiești furono al centro dell'attenzione dei bombardieri delle United States Army Air Forces che diedero inizio all'Operazione Tidal Wave nella quale furono impegnati circa 180 Consolidated B-24 Liberator della Eight e della Ninth Air Force decollati da Bengasi. Il raid, condotto a bassa quota e privo della copertura da parte della caccia (vista la distanza dalla base di partenza, all'epoca la più vicina all'obbiettivo), da un lato provocò danni consistenti alle installazioni petrolifere ma dall'altro causò la perdita o il danneggiamento di numerosi velivoli; in particolare risulta che 24 dei 53 bombardieri abbattuti siano stati reclamati da piloti al comando dei caccia della IAR.
Dopo un periodo di relativa calma gli attacchi degli alleati verso Ploiești ripresero nell'aprile del 1944, grazie all'avanzata conseguita nel corso della campagna d'Italia che rese progressivamente disponibili basi aeree la cui distanza dalla Romania rientrava nel raggio d'azione degli aerei da caccia che potevano quindi scortare i bombardieri verso i loro bersagli. Per quanto gli IAR 80 ancora in servizio fossero all'epoca un numero sempre inferiore, progressivamente dismessi in favore dell'impiego dei Bf 109, riuscirono ancora ad aggiudicarsi diverse vittorie, comprese alcune nei confronti di caccia Lockheed P-38 Lightning inviati in missione di attacco di obiettivi nei pressi della città di Popești-Leordeni.
Il repentino cedimento del fronte sotto i colpi dell'avanzante Armata Rossa portò, il 23 agosto del 1944, alla resa del Regno di Romania formalizzato con la firma di un armistizio e con la successiva dichiarazione di guerra alla Germania. In questo contesto l'arma aerea romena fu costretta a riesumare i vecchi IAR 80 visto che le forniture dei Messerschmitt Bf 109G erano insufficienti e che i russi non intendevano fornire materiali al vecchio nemico. Le operazioni contro la Luftwaffe si rivelarono proibitive per i piloti degli IAR 80 soprattutto nei casi in cui il nemico era rappresentato da piloti veterani, come accadde nei primi giorni dei combattimenti nei cieli della Transilvania.
L'impiego degli esemplari superstiti si protrasse, sotto le insegne della neocostituita Forţele Aeriene ale Republicii Populare Română, fino al 1949 quando ai reparti furono assegnati gli Yakovlev Yak-9 di produzione sovietica. Gli ultimi velivoli rimasti vennero tuttavia utilizzati per dare vita ad una nuova variante biposto, denominata IAR 80DC: il secondo abitacolo venne ricavato nella fusoliera, al posto di uno dei serbatoi di carburante, e gli aerei vennero utilizzati per l'addestramento dei piloti fino al 1952.

## Versioni

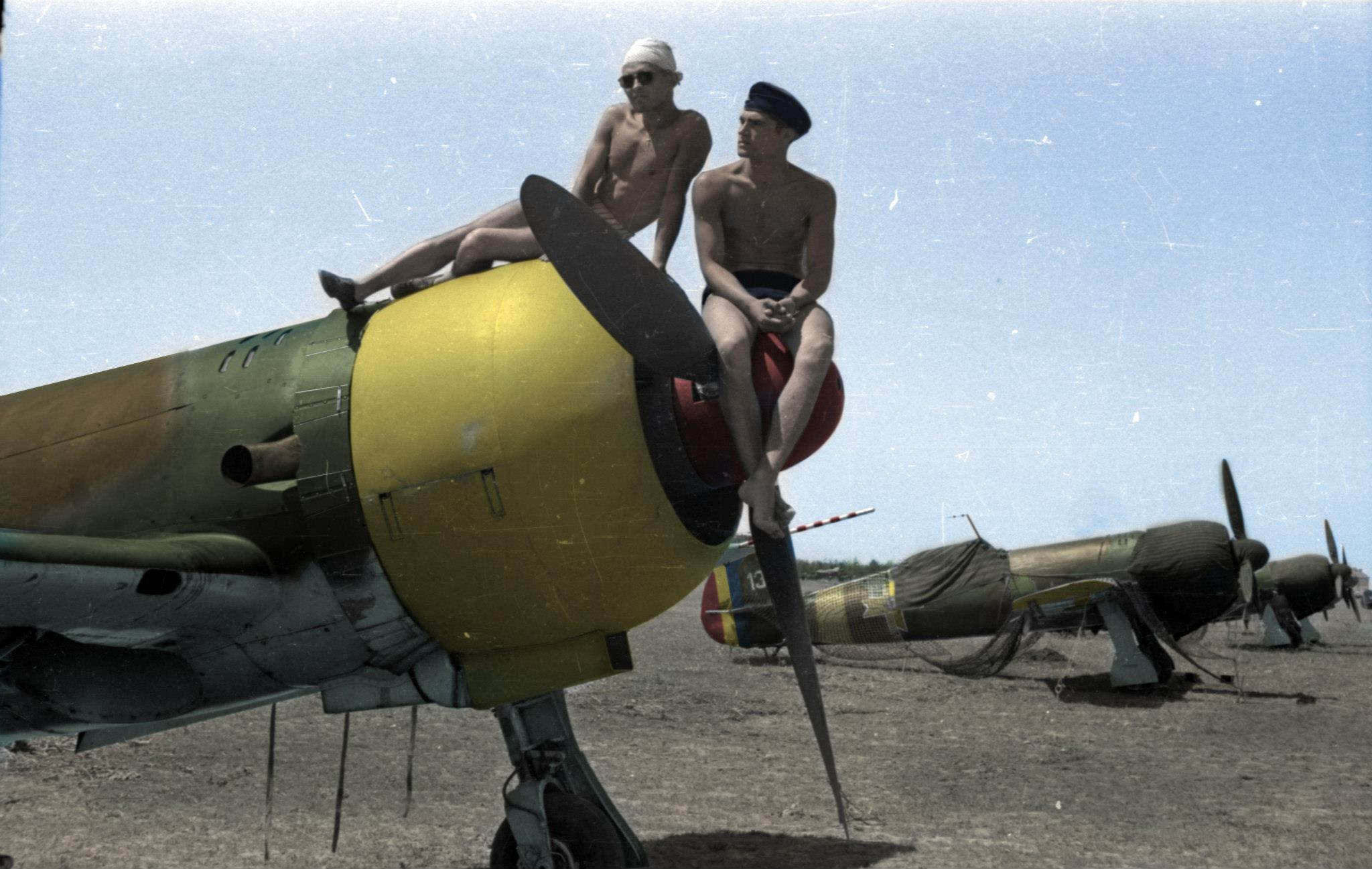
Alcuni IAR 80 schierati ai bordi del campo di volo, durante un momento di pausa.

- IAR 80: designazione riferita alla prima versione di serie, prodotta in cinquanta esemplari[11][12]; gli esemplari risultano realizzati in due diversi lotti produttivi il secondo dei quali (a partire dal ventunesimo esemplare) equipaggiato con motore K14-IV C32 da 1 000 hp[9][11].
- IAR 80A: variante caratterizzata dal marginale allungamento della fusoliera (7 cm[11]) e dall'impiego di sei mitragliatrici calibro 7,92 mm in luogo delle quattro installate nella versione originaria[9][11]. A seconda delle fonti disponibili, furono novanta[12] oppure 109[11] gli esemplari appartenuti a questa serie produttiva.
- IAR 80B: ne furono costruiti complessivamente trenta unità che si connotavano per la presenza di quattro mitragliatrici calibro 7,92 mm e due di calibro 13,2 mm[12][14]. Gli ultimi dieci esemplari costruiti erano dotati anche di ganci subalari per serbatoi di carburante sganciabili, contenenti ciascuno 100 litri di carburante[14].
- IAR 80C: denominazione che si riscontra solo su parte delle fonti disponibili[1][14] e che individua cinquanta esemplari caratterizzati dall'impiego di due cannoni calibro 20 mm al posto delle mitragliatrici calibro 13,2 mm. Secondo altra fonte[12], questi aerei appartengono alla versione da bombardamento in picchiata IAR 81B.
- IAR 80M: con questa sigla vennero indicati gli esemplari della variante "80A" portati, per quanto concerne l'armamento, allo standard "80C" mediante l'installazione dei due cannoni calibro 20 mm nello spessore alare[8]; non è noto il numero di esemplari interessati dalla modifica[3].
- IAR 80DC Versione da addestramento biposto realizzata nel dopoguerra dalla Atelierele de Reparatii Material Volant (ARMV) impiegando le cellule superstiti delle diverse varianti; il secondo abitacolo venne realizzato nella fusoliera, davanti a quello originario.

## Sviluppi correlati
Variante da bombardamento in picchiata (per la quale in alcune fonti viene indicata la sigla BoPi, dal rumeno "bombardment in picaj").

## Utilizzatori
Romania

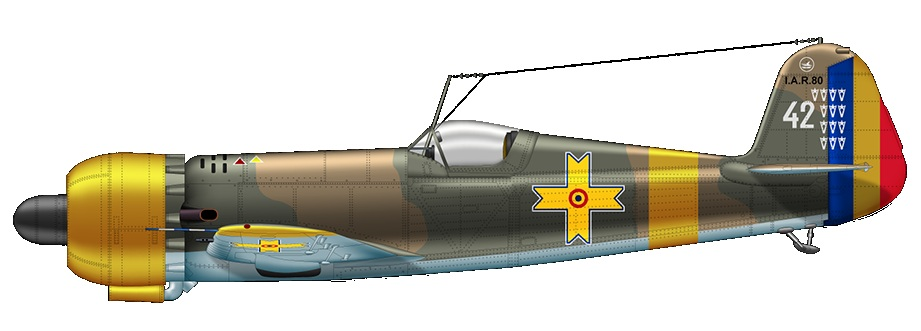
La riproduzione grafica dello IAR 80 nº42 appartenente al Grupul 8 della Forţele Aeriene Regale ale României

- Forțele Aeriene Regale ale României

 Romania
- Forţele Aeriene ale Republicii Populare Română (IAR 80DC, addestratore biposto)

## Esemplari attualmente esistenti

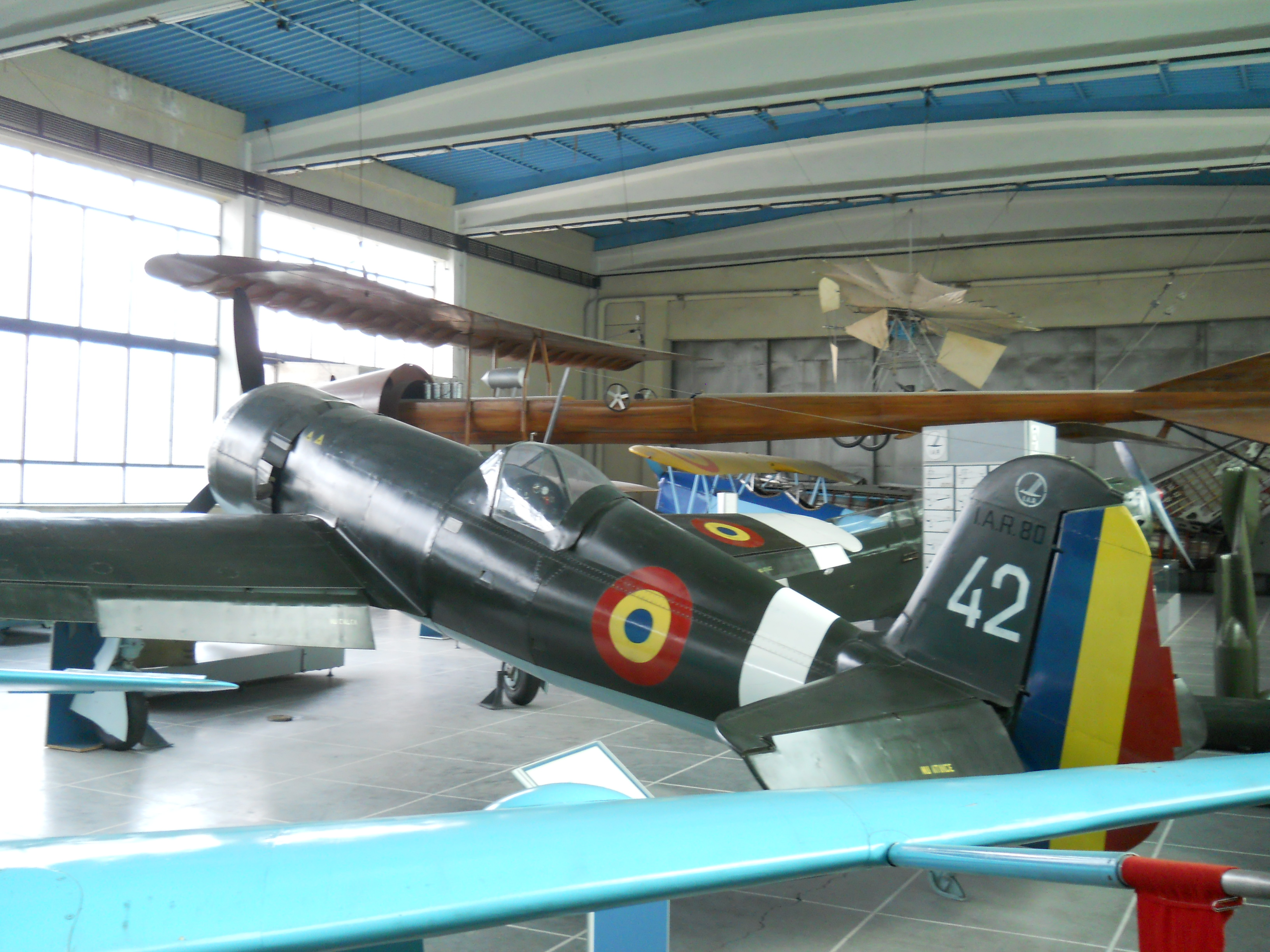
La "replica" dello IAR 80 esposta al Museo dell'Aviazione di Bucarest.

- Una replica di uno IAR 80 con marca 112 è conservato al Museo dell'aviazione di Bucarest[19].

### Pubblicazioni
- (EN) Dénes Bernád, Rumanian Aces of World War 2, in Aircraft of the Aces, n. 54, Londra, Osprey Publishing, giugno 2003, ISBN 978-1-84176-535-8.
- (EN) Roberto Gentilli, Il Museo dell'Aviazione di Bucarest (PDF), in JP4, Firenze, Edisdervice Casa Editrice, novembre 2010,  pp. 80-83. URL consultato il 17 settembre 2014 (archiviato dall'url originale il 6 ottobre 2014).
- William Green, Aerei stranieri nella seconda guerra mondiale - caccia, in Dimensione Cielo, 23/II, Roma, Edizioni Bizzarri, dicembre 1974,  pp. 65-71.
- (EN) William Green e Gordon Swanborough, The Polygenetic Rumanian, in Air International, vol. 11, Stamford, UK, Key Publishing Ltd., luglio 1976.
- (EN) Timothy J. Kutta, IAR 80: Romania's Indigenous Fighter Plane, Leesburg, VA, USA, Weider History, maggio 1996. URL consultato il 7 settembre 2014.
- Nico Sgarlato, Uno IAR-80 con il DB 605, in Aerei nella Storia, n. 76, Parma, West-Ward Edizioni, gennaio/febbraio 2011, ISSN 1591-1071 (WC · ACNP).